# كازويا يامامرا
كازويا يامامرا (山村 和也) (ولد 2 ديسمبر 1989) هو لاعب كرة قدم ياباني، شارك في دورة الألعاب الاولمبية الصيفية عام 2012 في المملكة المتحدة.

## روابط خارجية
- كازويا يامامرا على موقع الاتحاد الدولي (مؤرشف)  (الإنجليزية)
- كازويا يامامرا على موقع رابطة كرة القدم اليابانية للمحترفين (اليابانية)
- كازويا يامامرا على موقع إي إس بي إن إف سي (الإنجليزية)
- كازويا يامامرا على موقع قاعدة بيانات كرة القدم.إي يو (الإنجليزية)
- كازويا يامامرا على موقع ناشيونال فوتبول تيمز (الإنجليزية)
- كازويا يامامرا على موقع Soccerbase.com (لاعب) (الإنجليزية)
- كازويا يامامرا على موقع Soccerway.com (الإنجليزية)
- كازويا يامامرا على موقع عالم كرة القدم.نت (الإنجليزية)
- كازويا يامامرا على موقع أوليمبيديا (الإنجليزية)

1. ↑  "معلومات عن كازويا يامامرا على موقع scoresway.com". scoresway.com. مؤرشف من الأصل في 2018-02-26.
2. ↑  "معلومات عن كازويا يامامرا على موقع int.soccerway.com". int.soccerway.com. مؤرشف من الأصل في 2017-10-08.
3. ↑  "معلومات عن كازويا يامامرا على موقع national-football-teams.com". national-football-teams.com. مؤرشف من الأصل في 2019-07-29.

- Kazuya Yamamura – at Ryutsu Keizai University F.C. Official site